# Allégorie de l'Amour (Goya)
L’Allégorie de l'Amour - Cupidon et Psyché est un tableau de Francisco de Goya peint entre 1798 et 1805 et qui fait partie de la collection permanente du musée national d'Art de Catalogne.

## Description
La scène est tirée de la légende de Cupidon et de Psyché immortalisée dans les Métamorphoses, où le dieu tombe amoureux de Psyché et vient la visiter de nuit pour cacher son identité. C’est une allégorie de l’amour érotique qui suit le même schéma que le tableau Tarquin et Lucrèce du Titien, qui faisait partie des collections royales espagnoles en 1571 et qui est aujourd’hui conservée à Cambridge. 
On note également le parallélisme entre le modèle qui a posé pour Psyché et celui des deux majas de Goya, ainsi qu’avec María Gabriela Palafox y Portocarrero, marquise de Lazán, peinte par Goya en 1804.